# 1.er Regimiento Antiaéreo (motorizado mixto)
El 1.er Regimiento Antiaéreo (motorizado mixto) (Flak-Regiment 1 (gemischte Motorisierte)) fue una unidad de la Luftwaffe durante la Segunda Guerra Mundial.

## Historia
Fue formado en Königsberg el 1 de abril de 1935 por el 1.er Batallón Antiaéreo (Heer (Wehrmacht)), con 1. - 5. Baterías. Del 1 de abril de 1935 al 1 de noviembre de 1935 se utilizó la designación de Batallón Móvil Königsberg para encubrirlo.
El 15 de noviembre de 1938 fue redesignado II/11.º Regimiento Antiaéreo.

## Servicios
- octubre de 1935 - febrero de 1938: en Höh.Kdr.d.Flakart en el I Distrito del Aire.
- febrero de 1938 - noviembre de 1938: en el I Comando del Distrito Aéreo.